# Чжан, Кэролайн
Кэролайн Чжан (англ. Caroline Zhang кит. трад. 張圓圓, упр. 张圆圆, пиньинь Zhāng Yuányuán; род. 20 мая 1993 года в Бостоне, штат Массачусетс) — американская фигуристка, выступающая в одиночном катании. Она чемпионка мира среди юниоров (2007), победительница финала серии Гран-при среди юниоров сезона 2006/2007 и дважды становилась бронзовым призёром чемпионатов четырёх континентов (2010 и 2012).
По состоянию на апрель 2012 года занимает 26-е место в рейтинге Международного союза конькобежцев (ИСУ).

## Биография
Кэролайн Чжан является американкой китайского происхождения. Её китайское имя — Юань-юань, что дословно переводится, как «круглый-круглый», под ним она известна в китайских СМИ. Её родители приехали в США из г. Ухань (Китай) и её старшая сестра Янг-янг родилась в Китае. Сама Кэролайн родилась в Бостоне, но ещё совсем маленькой переехала с родителями в Калифорнию. Сейчас семья проживает в городе Бри, Калифорния и Кэролайн тренируется на катке «East West Ice Palace» в Артиже, принадлежащем семье Мишель Кван.
Кэролайн очень любит читать: тренеры и учителя говорят даже, что отобрать книгу — это самое ужасное наказание для неё. В качестве любимой книги называет автобиографию Генриха VIII.

## Личная жизнь
В апреле 2016 года Чжан и американский фигурист Грант Хочстейн обручились. 18 августа 2018 года пара поженилась. 19 апреля 2021 года у супругов родилась дочь Шарлотт Грейс Хочстейн.

## Карьера
Чжан начала кататься на коньках в пять лет.
В 2007 году Кэролайн выиграла чемпионат мира среди юниоров, в котором участвовала впервые.
В первом же своем сезоне среди взрослых, она прошла отбор в Финал серии Гран при, где заняла четвёртое место.
В сезоне 2008—2009, Чжан не смогла пройти в финал Гран-при, неудачно выступив на этапе в Канаде, заняв там пятое место. На чемпионате США она завоевала бронзовую медаль. На чемпионате четырёх континентов стала четвёртой. На чемпионате мира среди юниоров, являясь одной из фавориток, Кэролайн сорвала короткую программу и оказалась на десятом, очень низком для себя, месте. В произвольной программе она выступила блестяще, выиграла этот вид соревнований и смогла подняться на вторую ступеньку пьедестала. Летом 2009 года Кэролайн сменила тренера и перешла работать к Шарлин Вонг, у которой тренировалась одна из её основных соперниц — Мирай Нагасу.
Затем наступил спад в результатах. В январе 2017 года на национальном чемпионате в Канзасе фигуристка не смогла составить конкуренции ведущим американским фигуристкам.
В конце июля американская одиночница начала новый олимпийский сезон в Анахайме, где заняла второе место. Далее фигуристка выступала в Братиславе, где на турнире Мемориал Ондрея Непелы, она финишировала в шестёрке. Очень неплохо она выступила и в Таллине на городском Кубке, финишировала рядом с пьедесталом. Национальный чемпионат в Сан-Хосе она провалила, финишировав во второй десятке.

## Программы

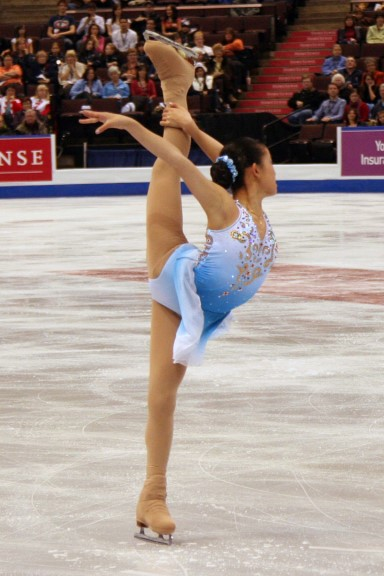
Кэролайн Чжан исполняет спираль на турнире «Skate Canada» в 2008 году.

| Сезон     | Короткая программа                                                            | Произвольная программа                                                                                      | Показательные |
| --------- | ----------------------------------------------------------------------------- | --- | --- |
| 2012—2013 | The Rushing Wings of Dawn Tim Janis хореограф Дэвид Уилсон                    | «Nessun dorma» Джакомо Пуччини хореограф Дэвид Уилсон                                                       | |
| 2011—2012 | The Rushing Wings of Dawn Tim Janis хореограф Дэвид Уилсон                    | Cello Concerto in B Minor Антонин Дворжак хореограф Дэвид Уилсон                                            | |
| 2010—2011 | Libertango Астор Пьяцолла хореограф Том Диксон                                | Cello Concerto in B Minor Антонин Дворжак хореограф Дэвид Уилсон                                            | |
| 2009—2010 | Zigeunerweisen Пабло де Сарасате хореограф Лори Николь                        | Pas de deux из балета «Щелкунчик» Пётр Ильич Чайковский хореограф Лори Николь                               | Lullaby for a Stormy Night Vienna Teng хореограф Карен Кван In This Song Charice хореограф Карен Кван The Climb Miley Cyrus хореограф Карен Кван                                  |
| 2008—2009 | «Баядерка» Людвиг Минкус хореограф Лори Николь                                | Ave Maria Франц Шуберт хореограф Лори Николь «Спящая красавица» Пётр Ильич Чайковский хореограф Лори Николь | Lullaby for a Stormy Night Vienna Teng хореограф Карен Кван River Джони Митчелл хореограф Карен Кван On My Own из мюзикла «Отверженные» исполнил Lea Salonga хореограф Карен Кван |
| 2007—2008 | Spanish Gypsy Ray deTone хореограф Том Диксон                                 | Ave Maria Франц Шуберт хореограф Лори Николь                                                                | Born to Try Delta Goodrem хореограф Лори Николь You Raise Me Up Celtic Woman хореограф Карен Кван                                                                                 |
| 2006—2007 | Ольга из саундтрека к фильму Дамы в лиловом Найджел Хесс хореограф Карен Кван | Méditation из оперы «Таис» Жюль Массне хореограф Карен Кван                                                 | You Raise Me Up Celtic Woman хореограф Карен Кван |
| 2005—2006 | O Mio Babbino Caro Джакомо Пуччини хореограф Карен Кван                       | Méditation из оперы «Таис» Жюль Массне хореограф Карен Кван                                                 | |

## Спортивные достижения

### Результаты после 2012 года
| Соревнования                   | 2012—2013 | 2013—2014 | 2014—2015 | 2016—2017 | 2017—2018 |
| ------------------------------ | --------- | --------- | --------- | --------- | --------- |
| Этапы Гран-при: Rostelecom Cup | 10        |           |           |           |           |
| Этапы Гран-при: Skate Canada   | 9         |           |           |           |           |
| Этапы Гран-при: Skate America  |           | 10        |           |           |           |
| Nebelhorn Trophy               | 12        |           |           |           |           |
| Мемориал Непелы                |           |           |           |           | 6         |
| Таллинский Трофей              |           |           |           |           | 4         |
| Чемпионаты США                 | 11        | 19        | 17        | 5         | 11        |

### Результаты до 2012 года
| Соревнования                               | 2004—2005 | 2005—2006 | 2006—2007 | 2007—2008 | 2008—2009 | 2009—2010 | 2010—2011 | 2011—2012 |
| ------------------------------------------ | --------- | --------- | --------- | --------- | --------- | --------- | --------- | --------- |
| Чемпионаты четырёх континентов             |           |           |           |           | 4         | 3         |           | 3         |
| Чемпионаты мира среди юниоров              |           |           | 1         | 2         | 2         |           |           |           |
| Чемпионаты США                             | 4N.       | 8J.       | 2J.       | 4         | 3         | 11        | 12        | 4         |
| Финалы Гран-при                            |           |           |           | 4         |           |           |           |           |
| Этапы Гран-при: NHK Trophy                 |           |           |           |           |           |           | 7         |           |
| Этапы Гран-при: Trophée Eric Bompard       |           |           |           |           | 3         | 4         |           |           |
| Этапы Гран-при: Skate Canada International |           |           |           |           | 5         | 8         |           |           |
| Этапы Гран-при: Skate America              |           |           |           | 3         |           |           | 9         | 6         |
| Этапы Гран-при: Cup of China               |           |           |           | 2         |           |           |           |           |
| Командные чемпионаты мира                  |           |           |           |           | 3/1*      |           |           |           |
| Icechallenge                               |           |           |           |           |           |           |           | 1         |
| Финалы Гран-при среди юниоров              |           |           | 1         |           |           |           |           |           |
| Этапы Гран-при среди юниоров, Мексика      |           |           | 1         |           |           |           |           |           |
| Этапы Гран-при среди юниоров,Тайвань       |           |           | 1         |           |           |           |           |           |

- N = детский уровень; J = юниорский уровень
- * — место в личном зачете/командное место

## Личная жизнь
Летом в августе 2018 года фигуристка вышла замуж за бывшего американского одиночника Гранта Хохштейна.